# إيدي توماس
إيدي توماس (بالإنجليزية: Eddy Thomas)‏ هو راقص جامايكي، ولد في 1932، وتوفي في 10 أبريل 2014.